# Hans Christian Ørsted
Hans Christian Ørsted (14 tháng 8 năm 1777 - 9 tháng 3 năm 1851) là một nhà vật lý và nhà hóa học người Đan Mạch. Ông là người đã củng cố triết học hậu Kant và là người có đóng góp quan trọng cho sự phát triển của khoa học cuối thế kỷ 19 và đầu thế kỉ 20. Oersted được biết đến nhiều nhất với công lao khám phá ra mối liên hệ giữa điện và từ tính mà thường được biết đến là Điện từ.

## Tiểu sử và các nghiên cứu
Ørsted được sinh ra tại Rudkøbing. Khi còn trẻ, Ørsted đã có sự quan tâm đến khoa học trong khi đang làm việc cho cha mình, người sở hữu một tiệm thuốc tây. Ông và em trai của mình, Anders Sandøe Ørsted, nhận được sự giáo dục từ rất sớm thông qua tự học ở nhà, đi đến Copenhagen vào năm 1793 để tham gia vào các kỳ thi tại trường Đại học Copenhagen, nơi mà cả hai anh em rất xuất sắc trong học tập. Năm 1796, Ørsted đã được trao giải thưởng danh dự cho những giấy tờ của mình trong cả thẩm mỹ và vật lý. Ông đã giành được học vị tiến sĩ vào năm 1799 trong một luận án dựa trên các tác phẩm của Kant mang tên "The Architectonics of Natural Metaphysics".
Năm 1801, Ørsted nhận được một chuyến du lịch, học bổng và trợ cấp cho phép ông dành ba năm đi du lịch khắp châu Âu. Tại Đức, ông gặp Johann Wilhelm Ritter, một nhà vật lý tin rằng có một mối liên hệ giữa điện và từ tính. Điều này củng cố cho tinh thần của Ørsted vì ông tin vào ý tưởng của Kant về sự hiệp nhất của thiên nhiên và những mối quan hệ sâu sắc tồn tại giữa các hiện tượng tự nhiên. Cuộc hội thoại của họ đã thu hút Ørsted vào nghiên cứu vật lý. Ông trở thành một giáo sư tại Đại học Copenhagen vào năm 1806 và tiếp tục các nghiên cứu của mình với dòng điện và âm thanh. Dưới sự hướng dẫn của ông, Đại học đã phát triển một chương trình vật lý và hóa học toàn diện và thành lập phòng thí nghiệm mới.
Năm 1800, Alessandro Volta phát minh ra pin Volta, tạo cảm hứng cho Ørsted để suy nghĩ về bản chất của điện và tiến hành thí nghiệm về điện đầu tiên của mình. Giữa năm 1800 và 1803, ông đến thăm Đức, Pháp và Hà Lan cho các bài giảng của mình. Ørsted chào đón William Christopher Zeise đến nhà của mình trong mùa thu năm 1806. Năm 1812 ông lại đến thăm Đức và Pháp. Tại Berlin, ông đã viết bài luận văn nổi tiếng của mình vào bản sắc của các lực lượng hóa học và điện tử, trong đó ông đầu tiên tuyên bố các kết nối hiện tại giữa từ trường và điện. Sau đó ở Paris, ông dịch bài luận văn bằng tiếng Latinh với Marcel de Serres.
Năm 1820, Hội Hoàng gia Luân Đôn đã trao cho ông Huân chương Copley và Viện Hàn lâm Pháp tặng cho ông 3.000 franc vàng. Ørsted chỉ mới 43 tuổi khi ông có được những thành tựu vĩ đại này.

## Lực điện từ
Ngày 21 tháng 4 năm 1820, trong một bài giảng, Ørsted nhận thấy một kim la bàn lệch từ phía bắc từ khi một dòng điện từ pin được bật và tắt, xác nhận một mối liên hệ trực tiếp giữa điện và từ tính. Giải thích ban đầu của ông là hiệu ứng từ tính tỏa ra từ tất cả các bên của một dây dẫn mang dòng điện, cũng như ánh sáng và nhiệt. Ba tháng sau đó, ông bắt đầu cuộc nghiên cứu chuyên sâu hơn và ngay sau đó công bố phát kiến của mình, cho thấy một dòng điện tạo ra từ trường khi nó chạy qua một dây dẫn bất kì. Phát kiến này không phải chỉ do có cơ hội, vì Ørsted đã tìm kiếm một mối liên hệ giữa điện và từ trong nhiều năm nay. Sự đối xứng đặc biệt của hiện tượng này có thể là một trong những khó khăn làm cản trở sự phát kiến.
Đôi khi nó được tuyên bố rằng Gian Domenico Romagnosi là người đầu tiên tìm thấy một mối liên hệ giữa điện và từ vào năm 1802, trước cả phát kiến của Ørsted năm 1820. Thí nghiệm của Romagnosi cho thấy một dòng điện từ một đống voltaic có thể làm lệch hướng kim nam châm. Nghiên cứu của ông đã được xuất bản trong hai tờ báo Italia và phần lớn bị bỏ qua bởi các cộng đồng khoa học.
Phát kiến của Ørsted có ảnh hưởng rất nhiều đến việc nghiên cứu về điện động lực trong cộng đồng khoa học, có ảnh hưởng tới nhà vật lý người Pháp André-Marie Ampère trong việc nghiên cứu bằng thực nghiệm, tìm ra lực điện từ và phát biểu thành định luật mang tên ông, định luật Ampere. Phát hiện của Ørsted cũng là một bước quan trọng tiến tới một khái niệm thống nhất về năng lượng và là cơ sở cho sự ra đời cho động cơ điện.
Năm 1822, ông được bầu làm một thành viên của Viện Hàn lâm Khoa học Hoàng gia Thụy Điển.

## Những năm sau đó
Vào năm 1824, Hans Christian Ørsted thiết lập Selskabet for Naturlærens Udbredelse (SNU), có nghĩa là Hội đồng Truyền bá Kiến thức về Khoa học Tự nhiên. Không những thế, ông cũng là người sáng lập những tổ chức tiền thân của Học viện Khí Tượng Học Đan Mạch và Văn phòng Bằng sáng chế của Đan Mạch. Ørsted cũng là nhà tư tưởng đầu tiên đã giải thích rõ ràng và đặt tên cho "thí nghiệm tưởng tượng" vào thời kỳ cận đại.
Năm 1825, Ørsted đã có đóng góp đáng kể cho nghànnhh hóa học bằng cách sản xuất nhôm lần đầu tiên trong dạng không nguyên chất. Trong khi một hợp kim nhôm-sắt trước đây đã được phát triển bởi nhà hóa học và nhà phát minh người Anh Humphry Davy, Ørsted là người đầu tiên cô lập các phần tử thông qua sự giảm phân của nhôm chloride.
Ngày 27 tháng 1 năm 1829, Hans Christian Ørsted thành lập ra "Trường bách khoa" (Den Polytekniske Læreanstalt), thuộc Đại học Copenhagen. Lúc đầu trường chỉ đào tạo 2 ngành kỹ sư: khoa học ứng dụng (nay là ngành hóa học) và cơ khí (nay là kiến tạo và sản xuất) với mục tiêu là nơi nghiên cứu, sử dụng các kiến thức về khoa học và kỹ thuật phục vụ cho cuộc sống. Ngôi trường này sau đó đã phát triển thành Đại học Kỹ thuật Đan Mạch, một trong những trường đại học hàng đầu của Đan Mạch, cũng như vùng Bắc Âu và Châu Âu trong các lĩnh vực kỹ thuật và công nghệ.
Là nhân vật chủ chốt trong cái gọi là Thời kỳ hoàng kim của Đan Mạch, Hans Christian Ørsted là bạn thân của đại văn hào Hans Christian Andersen, đồng thời là anh trai của nhà luật học kiêm chính trị gia Anders Sandøe Ørsted - sau này là Thủ tướng Đan Mạch (1853–1854).
Ørsted mất tại Copenhagen vào năm 1851, ở độ tuổi 73 và được chôn cất tại Nghĩa trang Assistens trong thành phố.

## Sách đọc thêm
- Dibner, Bern, Oersted and the discovery of electromagnetism, New York, Blaisdell (1962).
- Ole Immanuel Franksen, H. C. Ørsted – a man of the two cultures, Strandbergs Forlag, Birkerød, Denmark (1981). (Note: Both the original Latin version and the English translation of his 1820 paper "Experiments on the effect of a current of electricity on the magnetic needle" can be found in this book.)